# Диоцез Ориент
Диоцез Ориент или Диоцез Изток (на латински: Dioecesis Orientis; на гръцки: Ἐῴα Διοίκησις) е диоцез на късната Римска империя, включващ земите между Средиземно море и Месопотамия или западната част от т.нар. Плодороден полумесец. По време на Късната античност областта е един от основните търговски, земеделски и интелектуални райони на империята, а граничното ѝ положение със Сасанидската империя и непокорните арабски племена от пустинята усилва военно-стратегическото ѝ значение. Столица на диоцеза е Антиохия. Имперският наместник носел титла комит, както и титулите в ранг vir spectabilis (благороден), а после vir gloriosus (великолепен).
Около 370 г. при император Валент от диоцез Ориент е отделен диоцез Египет. Около 620 г. и двата диоцеза, вече византийска провинции, са покорени за кратко от Сасанидската империя през персийско-византийската война, а към средата на VII век са завладени от арабите при техните завоевания.